# Silvitettix communis
Silvitettix communis är en insektsart som beskrevs av Bruner, L. 1904. Silvitettix communis ingår i släktet Silvitettix och familjen gräshoppor. Inga underarter finns listade i Catalogue of Life.